# Zitong, Zhejiang
Zitong Zhen (kinesiska: 梓桐镇, 梓桐) är en köping i Kina. Den ligger i provinsen Zhejiang, i den östra delen av landet, omkring 150 kilometer sydväst om provinshuvudstaden Hangzhou. Antalet invånare är 12371. Befolkningen består av 6 313 kvinnor och 6 058 män. Barn under 15 år utgör 13,0 %, vuxna 15-64 år 69 %, och äldre över 65 år 16,0 %.
Genomsnittlig årsnederbörd är 3 004 millimeter. Den regnigaste månaden är juni, med i genomsnitt 501 mm nederbörd, och den torraste är oktober, med 117 mm nederbörd.